# Битумный раствор
Битумные смеси (от лат. bitumen — смола) — раствор твёрдого битума в нефтяном дистилляте,  смесь нефтяных битумов с температурой размягчения не ниже 80 °C с наполнителями. Наполнители, используемые для приготовления битумных смесей, подбираются в зависимости от назначения раствора.

## Виды битумных смесей
Битумные смеси бывают «холодными» и «горячими». «Холодные» смеси получают, размягчая битумы в специально подобранных органических растворителях (керосин, бензин, нефрас, уайт-спирит и т. п.), они характеризуются высокой способностью проникновения и малым временем застывания. Битумы в «горячих» растворах размягчают температурным воздействием.
Битумные смеси подразделяются по скорости испарения растворителя на быстро-, средне и медленно затвердевающие.
По назначению битумные смеси бывают:
- приклеивающие — для приклеивания рулонных кровельных и гидроизоляционных материалов и устройства защитного слоя кровли;
- грунтовочные — для пропитки поверхностей перед применением основной гидроизоляции;
- консервационные — для консервации кровельных покрытий из рулонных материалов;
- теплоизоляционные — (с пористым наполнителем) для теплоизоляции подземных частей сооружений;
- гидроизоляционные — (с армирующим наполнителем) применяется, как основной гидроизоляционный материал;
- битумобетоны — (с использованием прочных наполнителей) используются в основном для дорожного покрытия.

## Особенности
Битум — канцероген, поэтому использование битумных смесей в последнее время ограничивается в строительстве гражданских зданий и сооружений. Но несмотря на это, широко используются праймеры, лаки, мастики, асфальты и т. п. На сегодняшний день битумные смеси — наиболее надежный гидроизоляционный материал, устойчивый к атмосферным и кислотным воздействиям.